# (601) Nerthus
(601) Nerthus – planetoida z pasa głównego asteroid okrążająca Słońce w ciągu 5 lat i 204 dni w średniej odległości 3,14 au. Została odkryta 21 czerwca 1906 roku w Landessternwarte Heidelberg-Königstuhl w Heidelbergu przez Maxa Wolfa. Nazwa planetoidy pochodzi od Nerthus, germańskiej bogini. Przed jej nadaniem planetoida nosiła oznaczenie tymczasowe (601) 1906 UN.